# NGC 5088
NGC 5088 (również PGC 46535) – galaktyka spiralna (Sbc), znajdująca się w gwiazdozbiorze Panny. Odkrył ją R.J. Mitchell (asystent Williama Parsonsa) 18 kwietnia 1855 roku.